# Légende (Schmitt)
Pour les articles homonymes, voir Légende (homonymie).
Légende est une œuvre de Florent Schmitt pour saxophone alto (ou violon, ou alto) et orchestre, composée en 1918. C'est une pièce importante du répertoire du saxophone classique.
Légende a été commandée par la saxophoniste américaine Elise Hall. La création eut lieu en 1933 par Marcel Mule. Florent Schmitt a également écrit une réduction pour saxophone alto et piano, ou violon et piano. Schmitt développe dans Légende un climat oriental et mystique, avec un très riche accompagnement harmonique par l'orchestre. La partie du soliste est très flottante, avec de nombreux groupes de 3, 6, 7, 11 doubles croches sur une mesure à 
.

## Enregistrements
- Under the Sign of the Sun, par Claude Delangle et le Singapore Symphony Orchestra, Bis, 2007.
- Légende pour alto et orchestre, op. 66, Eckart Schloifer, alto ; Orchestre philharmonique de Rhénanie-Palatinat, dir. Pierre Stoll, Cybelia, 1987 (+ Oriane et le Prince d'amour, In Memoriam, Ronde Burlesque).
- Légende (version pour violon et piano), Alexis Galpérine, violon ; Élizabeth Herbin, piano, (+ Quatuor "Les Hasards" ; René Herbin :1er quatuor pour piano et cordes).